# Shingo Kukita
Shingo Kukita (japanisch 久木田 紳吾 Kukita Shingo; * 24. September 1988 in Kumamoto) ist ein ehemaliger japanischer Fußballspieler.

## Karriere
Kukita erlernte das Fußballspielen in der Schulmannschaft der Kumamoto High School und der Universitätsmannschaft der Universität Tokio. Seinen ersten Vertrag unterschrieb er 2010 bei Fagiano Okayama. Der Verein spielte in der zweithöchsten Liga des Landes, der J2 League. Für den Verein absolvierte er 31 Ligaspiele. 2012 wurde er an den Ligakonkurrenten Matsumoto Yamaga FC ausgeliehen. Für den Verein absolvierte er sieben Ligaspiele. 2013 kehrte er zu Fagiano Okayama zurück. Für den Verein absolvierte er 114 Ligaspiele. 2018 wechselte er zum Drittligisten Thespakusatsu Gunma. Für den Verein absolvierte er 43 Ligaspiele. Ende 2019 beendete er seine Karriere als Fußballspieler.